# Bitterroot salish (tribu)
Los Bitterroot Salish conforman una de las tres tribus de las Tribus Confederadas Salish y Kootenai de la Nación Flathead en Montana. La Reserva India de los Flathead es también el hogar actual de las tribus Kootenai y Pend Oreille.
Sus miembros pertenecen al grupo de Salish-parlantes de amerindios.